# Ammar Jemal
Ammar Jemal (M'saken, 20 aprile 1987) è un ex calciatore tunisino, di ruolo difensore.